# Chiesa della Santissima Annunziata (Torino)
La chiesa della Santissima Annunziata di Torino si trova in via Po.

## Storia
La chiesa, oggi frutto di una ricostruzione novecentesca, nasce tra 1648 e il 1656 su progetto di Carlo Morello per conto della Confraternita della Santissima Annunziata lungo via Po, l'asse del nuovo ampliamento della città.

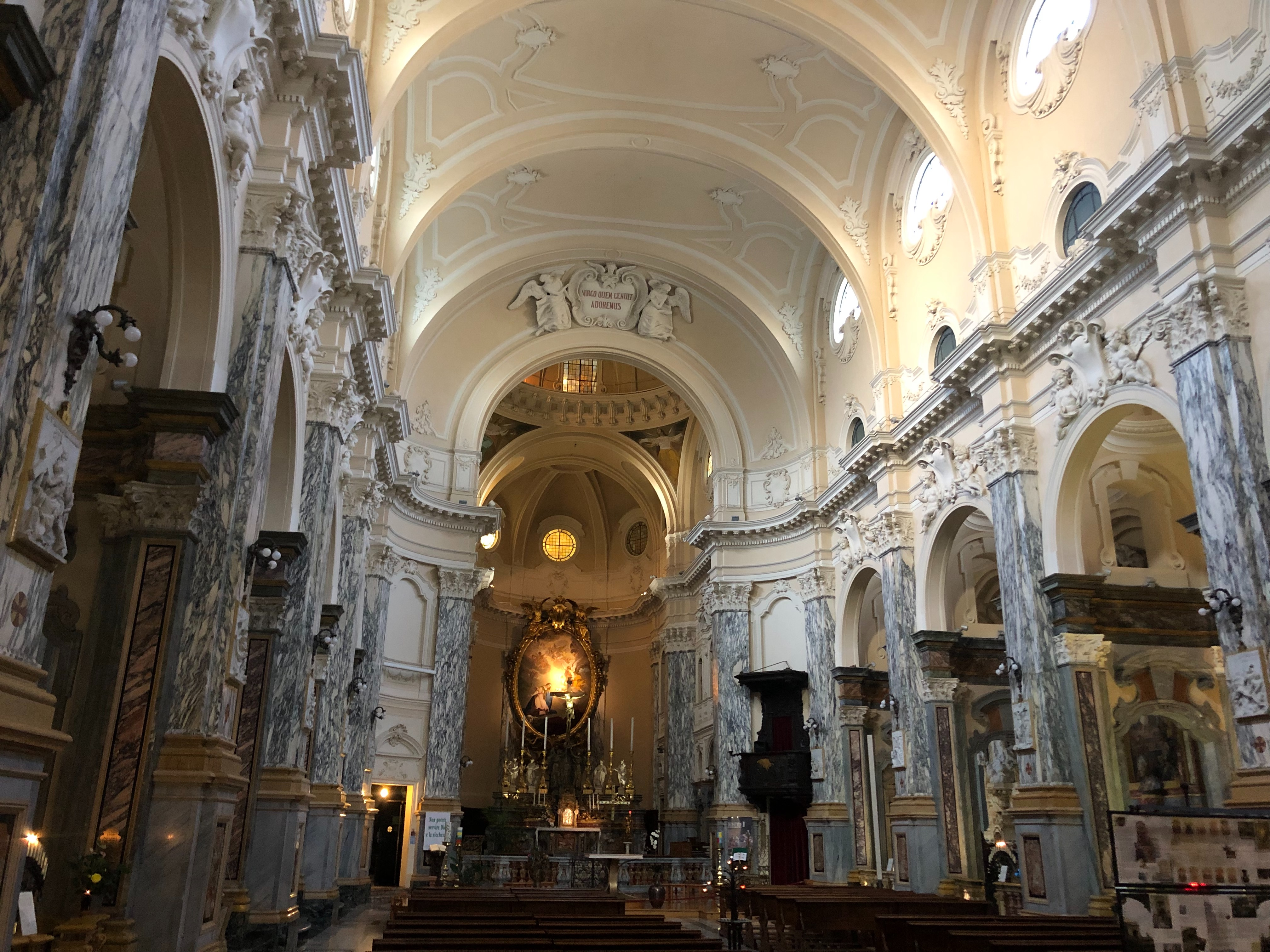
L'interno

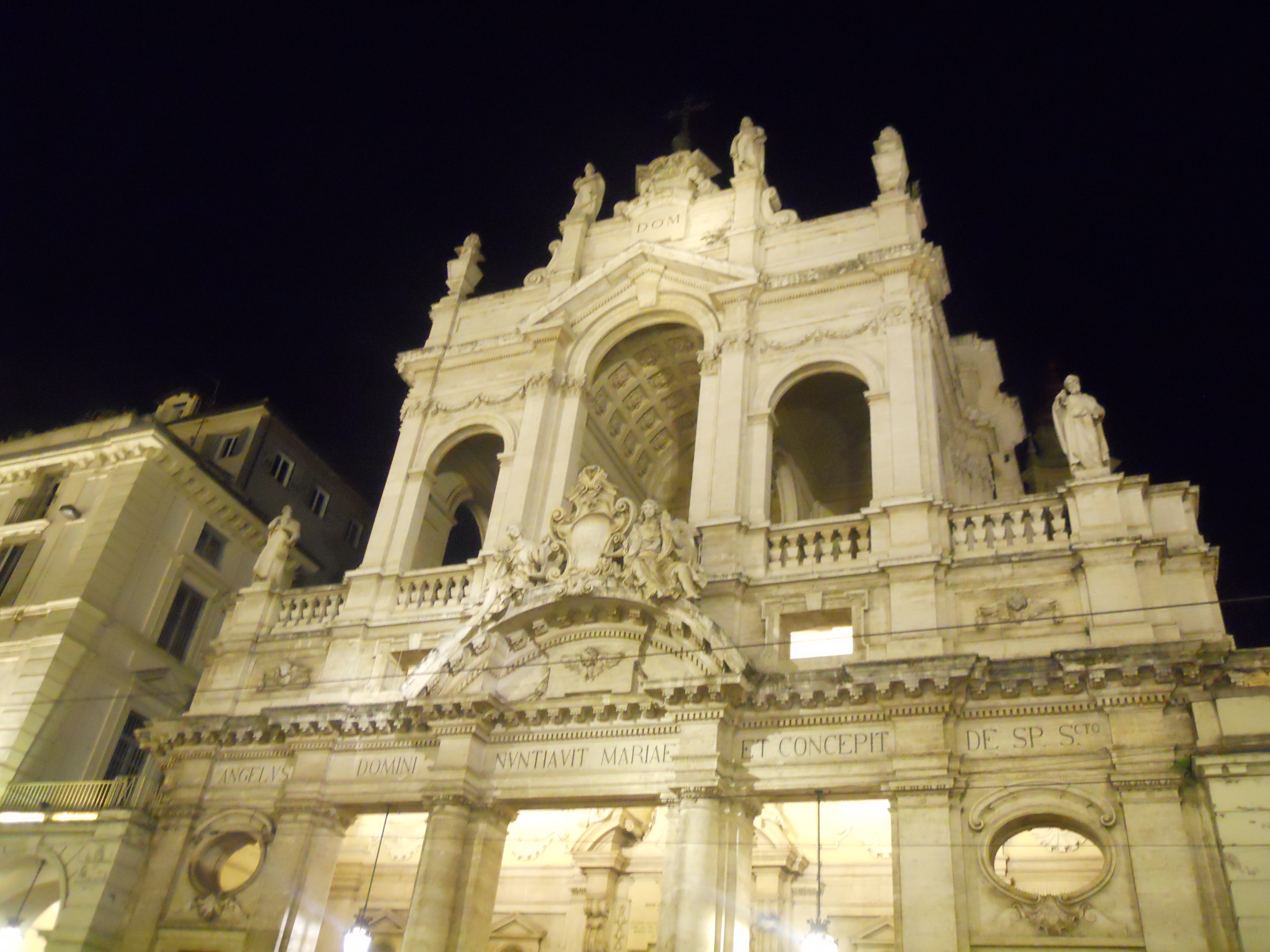
Chiesa della Santissima Annunziata in notturno

Inizialmente l'edificio si presentava con una pianta a navata unica e priva di portici in facciata in continuità con la via. Il fabbricato verrà ampliato poco dopo (1693) con l'ingrandimento del coro e l'aggiunta di due cappelle laterali. Nel settecento la chiesa si arricchisce di importanti opere d'arte come l'altare maggiore di Bernardo Vittone e la macchina processionale in legno realizzata su disegno del Beaumont da Giuseppe e Stefano Maria Clemente e l'altare e relativa balaustra della cappella dell'Addolorata, opera di Francesco Martinez, nipote di Simone Martinez. La costruzione vedrà la sua facciata completata solo nel 1776 dallo stesso Francesco Martinez, a cui nell'Ottocento verranno aggiunti i portici per adeguarsi alla conformazione della via.
Alla fine del XIX secolo l'edificio non versa in buone condizioni e risulta insufficiente alle necessità della comunità servita dalla confraternita, pertanto nel 1913 ne viene deciso l'abbattimento e la ricostruzione. Il progetto, affidato all'ingegner Giuseppe Gallo, comincerà nel 1919 per concludersi definitivamente nel 1934.
 Il fabbricato attuale risulta spostato sul lato ovest rispetto alla posizione originaria per permettere l'apertura della via Sant'Ottavio e viene realizzato secondo i canoni del barocco romano mentre le principali opere originarie vengono ricollocate all'interno.